# Chontamenti
Chontamenti, (nach alter Schreibung auch Khontamenti) altägyptisch Chenti-imentiu, war ursprünglich ein ägyptischer Totengott in der Nekropole von Abydos in Gestalt eines Schakals und wurde später mit den Gottheiten Anubis und Osiris gleichgesetzt.

## Belege
Die frühesten Darstellungen von Chontamenti erscheinen auf Tonsiegeln aus den Gräbern von Herrschern (Pharaonen) der ersten und zweiten Dynastie. Besonders unter König Narmer, Aha und der Königin Meritneith scheint Chontamenti große Popularität genossen zu haben.

## Name und Funktion
Chontamentis Name bedeutet in etwa: „Vorderster der Westlichen“. Dabei zielt die Bezeichnung „die Westlichen“ auf die verstorbenen Herrscher und deren Gefolgsleute ab, die in den Nekropolen am westlichen Nilufer bestattet wurden. Chontamenti wachte über die Gräber und Totenbezirke.
Chontamenti wurde in der Frühzeit noch als eigenständiger Gott verehrt. Als Wächter- und Schutzgottheit wachte er in Abydos über die Gräber der verstorbenen Könige. Er wurde als ruhender Schakal dargestellt, dessen Rute herabhängt. Da aber die Gottheit Anubis ebenfalls in Schakalgestalt auftrat, fügte man den Abbildungen beider Gottheiten ihre Namen voll ausgeschrieben bei, um Verwechslungen zu vermeiden. Etwa Mitte des Alten Reiches verschmolzen Chontamenti und Anubis zu einer einzigen Gottheit. Mit Osiris aus der Delta-Stadt Busiris wurde Chontamenti zur Doppelgottheit Osiris-Chontamenti verbunden.